# 진번 (후한)
진번(陳蕃, ? ~ 168년 10월 25일(음력 9월 7일))은 중국 후한 말의 정치인이다. 자는 중거(仲舉)이며 여남군(汝南郡) 평여현(平輿縣, 현재의 허난성 주마뎬시 핑위현) 사람이다.

## 생애
할아버지는 하동태수를, 아버지는 양보령(梁父令)을 지냈으며 진번은 이미 열다섯일 때부터 천하를 향한 뜻을 품고 있었다. 군에 출사하여 효렴으로 천거되고 낭중(郞中)이 되었으나, 모친상을 당하여 관직을 버렸다. 상을 마친 후 예주자사 주경은 그를 별가종사(別駕從事)로 초빙하였으나, 의견이 맞지 않았기 때문에 진번은 이를 고사하였으며 이후의 초빙에도 응하지 않았다.
훗날 태위 이고의 초빙에 응하여 의랑(議郞)이 되고, 낙안태수로 전임하였다. 낙안군이 속한 청주는 이응이 다스렸는데, 모두 이응의 앞에서는 한 발 물러서는 태도를 보였으나 진번은 당당하게 있었다. 군에는 주구(周璆)라는 고결한 선비가 있었는데, 오직 진번만이 그와 교류하였다. 또한 조선(趙宣)이라는 자가 효행으로 명성을 떨쳤는데, 진번은 그가 상중에 5명의 자식을 낳은 것을 알고 오히려 벌하였다.
대장군 양기는 진번의 평판을 듣고 사자로 하여금 진번을 데려오도록 하였으나, 진번은 사자를 매질하여 죽였다. 진번은 좌천되었으나, 곧바로 상서(尙書)에 임명되었다. 그러나 중앙에서도 직언을 서슴지 않았고, 이로 인하여 예장태수로 좌천되었다. 진번은 예장에서도 성품이 변하지 않았고, 얼마 후 상서령(尙書令)이 되어 중앙으로 복귀하였다.
이후 진번은 대홍려가 되었다. 이운(李雲)이라는 자가 환제의 미움을 사 주살될 위기에 처하자, 진번은 이운을 변호하여 면직당하였다. 진번은 향리로 돌아갔으나 다시 초청되었고, 광록훈이 되었다. 진번은 이후 포상의 남발과 사냥을 멈출 것을 간하였으나 받아들여지지 않았고, 참언을 받아 면직당하였다.
그러나 상복야(尙僕射)가 되어 다시 복귀하였고, 간의대부(諫議大夫)가 된 후 양병의 후임으로 태위가 되었다. 진번은 이를 고사하였으나 받아들여지지 않았다.
당시 하남윤이었던 이응이 환관들과 대립하였는데, 탄압을 받았다(당고의 금). 진번은 이응 일파를 변호하였고, 참언을 받아 또다시 면직당하였다.
환제가 붕어한 후, 태부·녹상서사(錄尙書事)에 임명되었으며 환제의 뒤를 이은 영제를 맞이하여 대장군 두무와 함께 정권을 잡았다. 이때 진번은 후람·조절 등으로 이루어진 환관 세력을 두무와 함께 제거하려 하였으나, 오히려 환관들의 역습을 받아 두무는 주살당하였고 진번은 포박당하였으며, 투옥된 후 곧바로 처형당하였다.